# Cuxac-d’Aude
Cuxac-d’Aude – miejscowość i gmina we Francji, w regionie Oksytania, w departamencie Aude. Przez gminę przepływa rzeka Aude.
Według danych na rok 1990 gminę zamieszkiwało 3998 osób, a gęstość zaludnienia wynosiła 186 osób/km² (wśród 1545 gmin Langwedocji-Roussillon Cuxac-d’Aude plasuje się na 88. miejscu pod względem liczby ludności, natomiast pod względem powierzchni na miejscu 344.).

## Zabytki
Zabytki w miejscowości posiadające status Monument historique:
- kościół Saint-Martin (Église Saint-Martin)